# Angela Hammitzsch
Angela Hammitzsch (született: Hitler, első férje után Raubal, Bécs, 1883. július 28. – Drezda, 1949. október 30.) Adolf Hitler idősebb féltestvére és rövid ideig a Hitler tulajdonában lévő Wachenfeld-ház házvezetőnője.

## Életpályája
Népiskolát végzett, majd 1903-ban férjhez ment Leo Raubal adóhivatalnokhoz, akinek három gyermeket szült:
- Leo (1906. október 2.[1] – 1977. augusztus 18.[forrás?])
- Angela („Geli”) 1908. július 4.[4] – 1931. szeptember 18.[5])
- Elfriede (1910. január 10.[1] – 1993. szeptember 24.)[6]

Megözvegyülését követően egy leányinternátusban volt konyhavezető, majd 1926-tól a Wachenfeld-házban Hitler házvezetőnőjeként dolgozott. Innen 1935-ben elbocsájtották, mivel – Joachimsthale szerint gúnyolódott Eva Braun társasági viselkedésén. Az Otto Günsche és Heinz Linge személyes visszaemlékezéseit tartalmazó Hitler-dosszié szerint közbenjárt a Röhm-puccs egyik áldozatáért, de erről nem maradt fenn adat. Két évvel később házasságot kötött Martin Hammitzsch építészmérnök-professzorral, aki 1945. június 5-én öngyilkos lett.

## Megjelenése a populáris kultúrában
Az 1944-ben bemutatott, John Farrow által rendezett The Hitler Gang című filmben Helene Thimig, míg a 2003-as Hitler – A sátán felemelkedése című alkotásban Julie-Ann Hassett alakította. Alakja feltűnik az 1982-es Jean Paul Belmondo filmben, az Ászok ásza című francia vígjátékban is, mint Hitler obersalzbergi rezidenciájának házvezetője. Őt ugyanaz a színész jeleníti meg, aki magát Adolf Hitlert is: Günter Meisner